# Чезане (Бреша)
Чезане је насеље у Италији у округу Бреша, региону Ломбардија.
Према процени из 2011. у насељу је живело 128 становника. Насеље се налази на надморској висини од 520 м.